# Laccophilus octolineatus
Laccophilus octolineatus är en skalbaggsart som beskrevs av Zimmermann 1921. Laccophilus octolineatus ingår i släktet Laccophilus och familjen dykare. Inga underarter finns listade i Catalogue of Life.